# En familia
En familia fue un programa de televisión, emitido por TVE entre 1987 y 1989, presentado y dirigido por el periodista Iñaki Gabilondo, en su regreso a televisión tras su experiencia como director de los servicios informativos.

## Formato
Se trataba de un talk show que reunía en el plató a diversas personas relacionadas con el asunto que se tratara en el programa para debatir sus puntos de vista. 
En el espacio se abordaron asuntos como las drogas, el alcoholismo, las relaciones paternofiliales, la violencia en el deporte, la guerra civil española, el juego, la Iglesia Católica, los militares, extranjeros en España, la moda, etc.

## Premios
Gracias a su labor al frente del programa, Gabilondo consiguió el Premio TP de Oro como Mejor Presentador. El espacio fue galardonado con el Premio Ondas.
En familia También fue un nuevo formato de TVE, emitido el 26 de enero de 2011, ideado y dirigido por Santiago Tabernero, en el que se cuentan historias de distintos hogares, así como recoge las distintas y múltiples variantes de familias en España. En cada programa, se visitan cinco hogares para contar historias relacionadas con un nexo temático común, gracias a un equipo de nueve reporteros que nos mostrará el día a día de estar En familia extraordinarias.